# چادر
چادر پوششی برای زنان مسلمان در ایران که به صورت پارچه‌ای نیم‌دایره‌ای‌شکل و به رنگ‌های سیاه یا سفید یا رنگی است.
این پوشش، تکه‌ای بزرگ و دوره‌دوزی شده است که سر تا پای زن را در بر می‌گیرد، مدل‌های متنوعی دارد و چهرهٔ زن در آن پوشیده نیست. در گذشته این پوشش را به‌طور دقیق‌تر، بیشتر، زنان ایرانی در دورهٔ قاجاریه و در بخش‌هایی از افغانستان روی پوشاک خود برای گشتن در جاهای همگانی می‌پوشیده‌اند و امروزه نیز بین زنان و دختران مسلمان ایرانی رواج دارد. این حجاب در جاهای همگانی بیشتر به رنگ سیاه و برای نماز به رنگ سفید است.
چادر در ایران مورد پشتیبانی نظام جمهوری اسلامی است. دوره قاجار، بیشتر زنان اشراف از چادر استفاده می‌کردند چرا که چادر را پوششی می‌دانستند که باعث می‌شود کمالاتشان حذف شده و همگانی نباشند در حالی که زنان و دختران رعیت اغلب لباس محلی به تن داشته و چادر مخصوص افراد خانزاده یا نجیب‌زاده بوده است.
کشف حجاب در ایران، رویداد مهمی در این زمینه است که در سال ۱۳۱۴ رخ داد؛ پیش از این تغییر پوشاک حکومتی، زنان ایرانی از پوشاکی چون چادرِ سیاه و روبنده استفاده می‌کردند. در دوران رضاشاه پهلوی برای نخستین‌بار در جامعهٔ سنتی ایران، زنان توانستند از خانه خارج شده و به عرصه‌های اجتماعی پا گذارند. اجباری شدن آموزش برای هم پسران هم دختران و افزایش قشر باسواد نیز موضوع هم‌راستای مهم دیگر بود؛ اینکه زنان پس از این، وارد اجتماع شوند و پیشه‌هایی چون آموزگاری، پرستاری، پزشکی و غیره را بگیرند، بدون آن که پوشش‌ها و کارهای سنتی چون روبنده و عدم سخن با نامحرم را کنار بگذارند، ممکن نبود؛ بنابراین، «کشف حجاب» از سوی حکومت وی صورت گرفت. با این وجود، دیدگاه دیگری نیز وجود دارد که این اقدام رضاشاه را، در جهت مخالفت با اسلام دانسته است. او انزجار خویش را از چادر، به گونه‌ای اعلام کرده بود: «چادر و چاقچور دشمن ترقی و پیشرفت مردم است. درست حکم یک دمل را پیدا کرده که باید با احتیاط به آن نیشتر زد و از بینش برد». این اقدام‌ها و سخنان وی با وجود داشتن مخالفان جدی میان مذهبیان ایرانی، اما موافقانی نیز دارد که «کشف حجاب» را «اعلام رسمی آزادی پوشش زنان» خوانده‌اند و اقدامات وابسته را ستوده‌اند.
بعد از انقلاب ۱۳۵۷ به رهبری خمینی، پوشش اسلامی برای زنان ایرانی اجباری شد. چهار سال بعد از انقلاب، مجلس جدید ایران تصمیم گرفت که زنان ایرانی که در جاهای همگانی موهایشان پوشانده نیست را با ۷۴ ضربه شلاق به مجازات برساند تا شرایط نسبت به دوران پیشین، به کلی دگرگون شود. از راه ندادن بیماران بدون چادر به بیمارستان‌های ایران، گزارش‌هایی تهیه شده است که در یکی از آنان، حتی از ورود به اورژانس نیز جلوگیری می‌شده است. در دوران جمهوری اسلامی تبلیغات تلویزیونی که زنان با چادر را نمایش می‌دادند، ۴۰٪ اضافه‌پخش می‌گرفتند و صدا و سیما نیز برنامه‌هایی برای گسترش چادرپوشی در ایران و بهره‌گیری از آن داشته است. در سال ۲۰۱۸ که هنوز سری جدید اعتراضات زنان ایرانی به حجاب اجباری جریان داشت، تصاویری منتشر گردید که از پیوستن آنچه «دختران چادری» خوانده می‌شد به اعتراضات خبر می‌داد. در آثار فرهنگی یا هنری نیز حاضر بوده است. سینمای ایران به آن پرداخته است و در جنجالی، در یک شعر، تشبیه زنان چادری به کلاغ رخ داد.
اما در کشورهای دیگر، همچون اسرائیل و ترکیه نیز کاربردهایی داشته است. در سال ۲۰۲۱، دیوان عالی اروپا اعلام کرد که کارفرمایان، پوشیدن چادر را می‌توانند منع کنند.

## ریشه و نام
چادر در مراسم‌های مذهبی مورد استفاده قرار می‌گرفته است.
در سال ۲۰۱۶، محمدحسین رجبی دوانی، پژوهشگر اسلامی، اعلام کرد که «چادر و پوششی که تمام بدن را در برمی‌گیرد، برای فرهنگ ایرانی است و تعلقی به اسلام ندارد؛ از دوران هخامنشیان و زمانی که تمدن وارد ایران شد، ایرانیان حجاب را در فرهنگ خود داشتند». این پژوهشگر اسلامی باور داشت که عرب‌ها پس از ورود به ایران، از چادر که برای ایران بوده است، اثر گرفتند. ریشه‌دار بودن چادر در ایران مورد پشتیبانی مقامات دینی-سیاسی جمهوری اسلامی ایران نیز بوده است. در نمونه‌ای یک عضو مجلس خبرگان اعلام کرد که «برخی به واسطه بی‌سوادی یا برای شبهه‌افکنی در دین، پیشینه تاریخی چادر را به دوره قاجار تقلیل می‌دهند».

## تاریخچه
پلوتارک نوشته است که ملکه استاتیرا به این خاطر که پرده‌های کالسکه‌اش همواره بالا بود و بدین ترتیب زنان اجازه می‌یافتند که او را ببینند و با او خوش‌وبش کنند، هوادار داشت. این که زنان سلطنتی در کالسکه‌های پرده‌دار حمل می‌شدند، به ظهور موتیفی در ادبیات فارسی انجامید که بهترین نمونه آن، حماسه ویس و رامین بود که در آن ویس نه تنها پشت پرده می‌نشست بلکه نقاب هم می‌پوشید.
در نوشتارهای پهلوی در دو جا به چادر اشاره شده است: در روایت امید اشوهشتان، از متن‌های حقوقی زرتشتی قرن دهم میلادی، چادر به همراه سربند و واشمگ، از پوشش‌های سر زنان زرتشتی یاد شده و در ماتیکان یوشت فریان، از متن‌های پهلوی مبتنی بر نوشتار مفقود اوستایی نوشته شده که هوفریا خواهر یوشت، از زرتشتیان تورانی و همسر اخت، از مخالفان دین نوین زرتشتی، هنگامی که از او خواسته شد به این سؤال که لذت زنان از لباس و خانه‌داری است یا بودن با شوهرانشان چادر بر سر کرد.
در ایران دوره قاجار، زنان اشراف بیشتر هوادار چادرهای مشکی یا بنفش و آبی تیره بودند.

### شاهنشاهی پهلوی

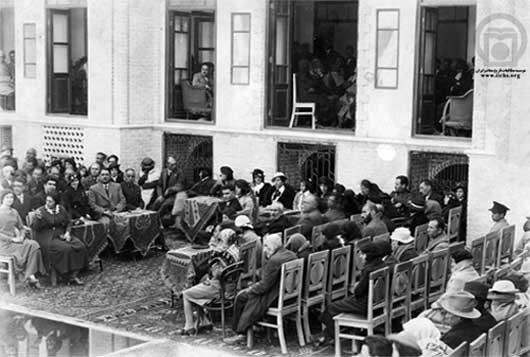
حذف حجاب سنتی در قم

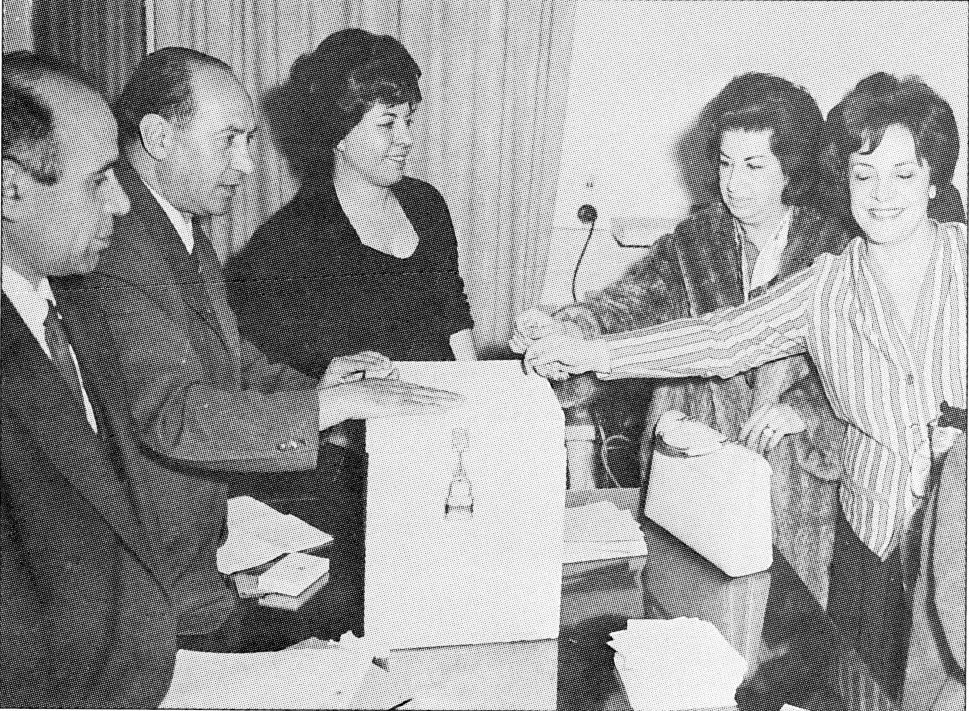
زنان ایرانی که بدون چادر و حجاب به پای صندوق‌های رای می‌روند، ۱۳۴۱.

کشف حجاب در ایران، رویداد مهمی در این زمینه است که در سال ۱۳۱۴ رخ داد؛ پیش از این تغییر پوشاک حکومتی، زنان ایرانی از پوشاکی چون چادرِ سیاه و روبنده استفاده می‌کردند. در دوران رضاشاه پهلوی برای نخستین‌بار در جامعهٔ سنتی ایران، زنان توانستند از خانه خارج شده و به عرصه‌های اجتماعی پا گذارند. اجباری شدن آموزش برای هم پسران هم دختران و افزایش قشر باسواد نیز موضوع مهم دیگر بود؛ اینکه زنان پس از این، وارد اجتماع شوند و پیشه‌هایی چون آموزگاری، پرستاری، پزشکی و غیره را بگیرند، بدون آن که پوشش‌ها و کارهای سنتی چون روبنده و عدم سخن با نامحرم را کنار بگذارند، ممکن نبود. بنابراین، «کشف حجاب» از سوی حکومت وی صورت گرفت. با این وجود، دیدگاه دیگری نیز وجود دارد که این اقدام رضاشاه را، در جهت مخالفت با اسلام دانسته است. در بهمن ۱۳۱۳ و در آیین گشایش دانشگاه تهران، به دختران گفتند که بدون پوشیدن حجاب سنتی به دانشگاه بروند. در فروردین ۱۳۱۴، یک جشن در آموزشگاه شاپور شیراز برگزار گردید و دختران ایرانی بدون حجاب سنتی چون چادر، به اجرای مراسمی ورزشی و پایکوبی با حضور علی اصغر حکمت، وزیر معارف و از سیاست‌مداران دوره پرداختند؛ سپس علمای دینی ایران، اعتراض کردند و در تلگرافی به شخص رضاشاه، گفتند رضایت ندارند؛ هرچند که رضاشاه به آنان، پاسخی نداد. در ۲۲ اردیبهشت ۱۳۱۴ «کانون بانوان» با فراخوانی علی‌اصغر حکمت و با آرمان‌هایی شامل آزادی زنان از حجاب با ریاست شمس پهلوی و هاجر تربیت شکل گرفت. از دیگر اقدامات مشابه نیز، برای نمونه برای خو گرفتن ایرانیان با آمیختگی زن و مرد، در اوایل ماه خرداد ۱۳۱۴، رضاشاه به وزرا، مدیران، رئیسان و کارمندان دولتی فرمان داد که هفته‌ای یک‌بار با همسرهای خود در کلوپ ایران، حاضر شوند. رضاشاه افزوده بود که «چادر و چاقچور دشمن ترقی و پیشرفت مردم است. درست حکم یک دمل را پیدا کرده که باید با احتیاط به آن نیشتر زد و از بینش برد.» او انزجار خویش را از چادر، به گونه‌ای اعلام کرده بود. با این وجود، رفع مسئلهٔ حجاب در ایران آن دوره، به آسانی ممکن نبود؛ حتی نزدیکان شاه نیز نخست، در این کار آسوده نبودند. دولتشاهی آخرین همسر رضاشاه، در خاطراتش از دورهٔ کشف حجاب در ایران، گفته است که «در آن ایام مسئله چادر نبود، بلکه بیشتر زنان چاقچور داشتند که با روبنده همراه بود». عده‌ای از کارشناسان و فعالان حقوق زنان، قانون کشف حجاب در ایران را سرآغاز و شروع حضور زنان این کشور در عرصه‌های اجتماعی، پدیداری نسلی تحصیل کرده در میان زنان و حضور آن‌ها در پست‌های مدیریتی می‌دانند. بر پایهٔ گزارشی در کیهان لندن، «تاریخ واقعی آزادی پوشش زنان در عصر رضاشاه پهلوی، فراتر از اعلان رسمی آن توسط پادشاه، در تأسیس مدارس دخترانه، فعالیت‌های اجتماعی زنان نوگرا، حضور بانوان در اجتماع با پوشش‌های مدرن، مقالات نشریات نوگرا، ایجاد کانون‌های زنانه و مطبوعات زنانه، قرار دارد؛ اعلام رسمی آزادی پوشش زنان -که به غلط «کشف حجاب» نامیده شد- نتیجهٔ کوشش‌ها و افکار آزادیخواهانه و حق هویت مدرن زنان و مردان نوگرای ایران در کنار مدرنیزاسیون ایران و در آستانهٔ پدیداری هویت مدرن ایرانیان قرار داشت». این رسانه همچنین می‌نویسد: «رضاشاه پهلوی در برابر زنان آزاد از حجاب سنتی و بیان خواسته‌های حقوق اجتماعی- اخلاقی، ضمن تأیید و تأکید برخواسته زنان، فرمان آزادی پوشش را اعلام کرد».

### جمهوری اسلامی

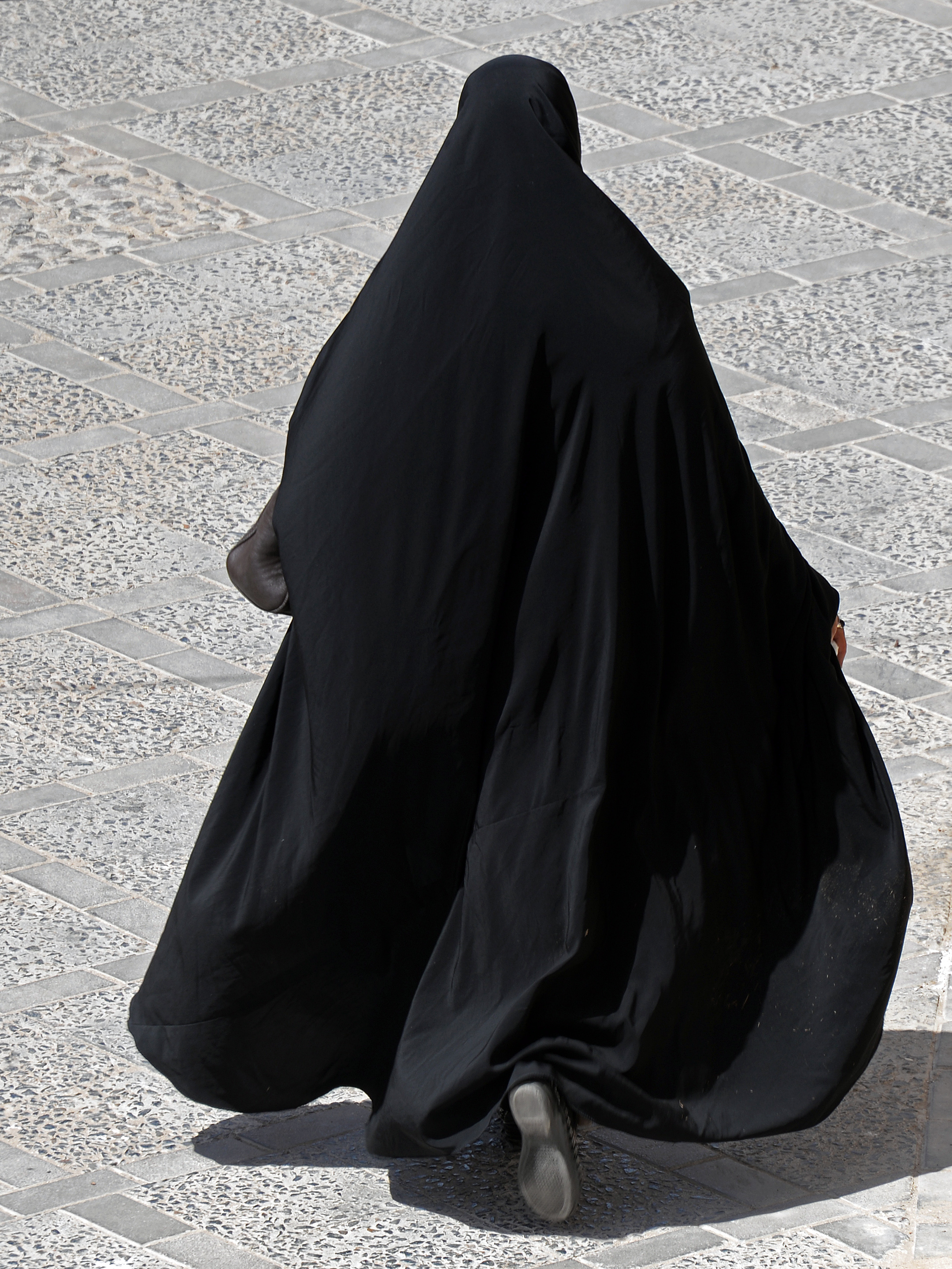
یک زن چادری در ایران

بر پایهٔ گزارشی در دویچه وله فارسی، خمینی، روی پوشاک ساده برای زنان تأکید داشته است. او در ۱۹۷۹ به یک خبرنگار ایتالیایی اعلام کرد که «زنانی که در انقلاب سهم داشتند، زنانی بودند و هستند که لباس‌های ساده می‌پوشند.» و افزود: «این زنان عشوه‌گر که صورت خود را آرایش می‌کنند و موها، گردن و بدن خود را در خیابان نمایش می‌دهند، در برابر شاه مبارزه نکرده‌اند. آنها هیچ کار خیراندیشانه‌ای انجام نداده‌اند. آنها نمی‌دانند که چگونه بتوانند برای جامعه، یا در عرصه‌های سیاسی و شغلی مفید واقع شوند. دلیل آن اینست که با نمایش دادن خود، مردم را ناراحت و منحرف می‌سازند». کم‌کم، چادر در ایران به یک نماد روش زندگی کاملاً ضد غربی تبدیل شد. خمینی در بهار ۱۹۷۹، دربارهٔ چادرپوشی زنان تأکید کرد. در سال ۱۹۸۳ نیز پارلمان جدید ایران تصمیم گرفت که زنان ایرانی که در جاهای همگانی موهایشان پوشانده نیست را با ۷۴ ضربه شلاق به مجازات برساند. از سال ۱۹۹۵ به بعد نیز چنین امکانی وجود داشته است که زنان بی‌حجاب تا ۶۰ روز زندانی شوند. حجاب اجباری در ایران، بخشی از تلاش برای ساخت یک نظم کاملاً ضد غربی دانسته شده است. در سوی دیگر، حجت‌الاسلام علی ذوعلم، عضو هیئت علمی پژوهشگاه فرهنگ و اندیشه اسلامی، به خبرگزاری تسنیم گفت که «در واقع چادر الگوی اسلامی ایرانی برای حجاب بوده و نماد ملی زن‌های ایرانی برای دین‌داری و التزام به حجاب است» و افزود «بیشترین مدافع پوشش چادر در جامعهٔ ما خود خانم‌ها هستند».
چادر ملی در دههٔ ۱۳۸۰ در ایران پدیدار گشت و به عنوان یکی از گونهٔ چادرهای آستین‌دار شناخته می‌شود. صدا و سیمای جمهوری اسلامی علاقه‌مند بوده است که این چادر را در ایران مطرح کند؛ چرایی‌اش نیز ریشه در سیاستی جنسیتی داشته است که می‌پنداشت چادر ساده، دیگر برای زن طبقهٔ میانی که نیاز است بخشی از نیروی کار باشد، مناسب نیست و چنین زنی پوشاکی نیاز دارد که دست‌وپاگیر نبوده و همهٔ بدن او را بپوشند اما جنبش و آزادی کار نیز به همراه داشته باشد؛ پس تغییرهایی در چادر آستین‌دار عربی داده شد و نام پوشاک به دست آمده، شد «چادر ملی».
در ژانویه ۲۰۱۸، گزارشی در رسانه‌های درون ایران منتشر شد که از راه ندادن زنان بدون چادر به بیمارستان‌هایی در ایران می‌گفت. در نمونه‌ای، گفته شد که حتی «بدون چادر نمی‌توانید وارد اورژانس بیمارستان شوید». در نمونه‌ای یکی از بیمارستان‌های بزرگ تهران، در وبگاهش اعلام کرده بود که «در این مجموعه ورود همهٔ خواهران با پوشش چادر بوده … و همچنین آرایش نداشته باشند». یکی از مامورهایی که برای اجرای چادری‌بودن زنان گذاشته شده بود، در این گزارش گفت: «خیلی وقت است که چادر اجباری شده. وقتی زن بدحجابی وارد بیمارستان می‌شود، می‌آیند و به ما تذکر می‌دهند… کسی که مریض است باید فکر درمان باشد، نه تیپ‌زدن». وی همچنین اعلام داشت که آرایش بیماران را نیز پیش از ورود پاک می‌کنند.
در سال ۲۰۱۸ که هنوز سری جدید اعتراضات زنان ایرانی به حجاب اجباری جریان داشت، تصاویری منتشر گردید که از پیوستن آنچه «دختران چادری» خوانده می‌شد به اعتراضات خبر می‌داد.
جدای از مردم، مقام‌های زن نیز دارای مسائلی مشابه بوده‌اند؛ بی‌بی‌سی فارسی در سال ۲۰۱۷ از پروتکل نانوشتهٔ «چادر حجاب اجباری مسئولان» گزارش داده بود.
در دوران جمهوری اسلامی تبلیغات تلویزیونی که زنان با چادر را نمایش می‌دادند، ۴۰٪ اضافه‌پخش می‌گرفتند.

## در کشورهای دیگر
در سال ۲۰۲۱، دیوان عالی اروپا اعلام کرد که کارفرمایان پوشیدن چادر را می‌توانند منع کنند. قاضی‌های مربوطه، ۱۵ جولای ۲۰۲۱، در پی ادعاهایی حقوقی از آلمان، اعلام داشتند که «منع پوشیدن چادر یا روسری می‌تواند قابل توجیه باشد، در صورتی که کارفرما بخواهد در برابر مشتریان خود یک تصویر بی‌طرفانه ارائه کرده یا از اختلافات اجتماعی جلوگیری کند».

### اسرائیل
در سال ۲۰۱۱، پیدایش ناگهانی گروهی از زنان چادرپوش یهودی در اسرائیل که برایشان لقب «فرقه طالبانی» در نظر گرفته شد، بانی آن شد که دیوان عالی عدالت اسرائیل اینکه «آیا در چارچوب دموکراسی اسرائیل، اقدام افراطی این زنان بنیادگرای یهودی، حق آنان است یا سوء استفاده از دموکراسی» را بررسی کند. حقوقدانان اسرائیلی اعلام کردند که پدر و مادرهایی که دختران‌شان را به بهره‌گیری از این «پوشش عجیب» تشویق می‌کنند «دچار سوءبرداشت از زندگی» هستند. چنین چیزی می‌توانسته است که اساس قانونی برای اقدام ضد این دسته پدر و مادرها شود و فرزندان‌شان را نیز به نهادهای آموزشی و تربیتی بفرستد. در این دوران، پوشیدن چیزهایی چون چادر برای مردم این کشور تازگی داشت.
در سال ۲۰۱۹، روزنامه جوان (اصولگرای جمهوری اسلامی) با منتشر کردن عکسی که آن را از یک توییتر نقل کرده بود، اعلام کرد: «اینجا نه حوزه علمیه است، نه قم، نه مشهد؛ اینجا کشور جعلی و غصبی اسرائیل است. حجاب و قید و بند را برای خودشان می‌خواهند و بی‌بندوباری را برای دیگران». در آن عکس، چند تن از زنان و دختران که اعلام شد اسرائیلی هستند، با چادر و مقنعه حضور داشتند.

### ترکیه
در ترکیه نیز گاه زنان با پوشش چادر سیاه دیده شده‌اند.

## اقتصاد چادر
بر پایهٔ برخی آمارها در سال ۱۳۹۳، سالانه بیش از ۱۰۰ میلیون دلار از محصول چادر مشکی، به صورت رسمی وارد ایران می‌شود. در می ۲۰۲۰، اتحادیهٔ پوشاک اعلام کرد که «مافیای واردات چادر مشکی، اجازهٔ خودکفایی نمی‌دهد» و افزوده شد که «برای واردات، تولید و عرضهٔ چادر مشکی از سال‌های قبل یک مافیایی تشکیل شده است که اجازه نمی‌داد کشور در تولید چادر مشکی خودکفا شود و سود آن مافیا در واردات بود».
در دسامبر ۲۰۱۹، از وجود «بستهٔ حمایت از تولیدکنندگان چادر مشکی» خبر داده شد و اعلام گردید که واردکنندگان چادر، سود ۴۰۰ تا ۵۰۰ درصدی دارند. در همین زمان، مدیرعامل انجمن تولیدکنندگان محصولات حجاب همچنین گفت که نظارتی بر محصولات حجاب و چادر مشکی در ایران وجود ندارد. وی همچنین گفت که واردات چادر مشکی «انحصاری» است و ۹۰ درصد چادر مشکی ایران از چین، کره و ژاپن وارد می‌شده است.
در سال ۲۰۲۱، آیین کلنگ‌زنی بزرگ‌ترین کارخانهٔ چادر مشکی ایران با حضور رئیس ستاد اجرایی فرمان امام در قم، انجام شد. بودجهٔ نخستین اعلامی برای راه‌اندازی این کارخانه، هزار و ۱۳۰ میلیارد تومان بود.

## اثر بر بهداشت و سلامت
جدای از مشکلات بهداشتی پیش آمده از پوشش دائمی بدن و موی سر در جاهای همگانی، دریافت آفتاب کافی از دیگر موارد مورد توجه این دست حجاب‌ها در رسانه‌ها بوده است. کمبود ویتامین دی در میان زنان ایران بیشتر دیده شده است و حجاب اسلامی از جذب نور خورشید به پوست پیشگیری می‌کند.
باوری در میان برخی از پزشکان مبنی بر کمبود ویتامین D (ویتامین د) در میان زنان با پوشش چادر وجود دارد. موارد اعلامی از برخی از پزشکان و متخصص‌های دارویی و مشاورهایی که در این زمینه فعالیت داشته‌اند، بر این موضوع متمرکز بوده است که پوشش چادر در میان زنان ایرانی، یکی از مهم‌ترین عامل‌های کمبود ویتامین D در میان‌شان است. اما در ایران، شهاب اولیایی، رژیم‌شناس و متخصص تغذیه، گفت: «حجاب و نوع پوشش تنها عامل کمبود ویتامین D نیست بلکه آلودگی هوا، زاویه تابش نور خورشید، رنگ پوست، محدوده جغرافیایی و چاقی هم می‌تواند عوامل دیگری برای کمبود ویتامین باشد». اولیایی این باور در میان پزشکان مبنی بر کمبود ویتامین D در میان زنان با پوشش چادر را نادرست دانست.

## کاربردهای رسمی و تبدیل‌شدن به نماد ایران
در افتتاحیه بازی‌های آسیایی پکن ۱۹۹۰، در رژهٔ رسمی کاروان ایران، زنان ورزشکار ایرانی با چادر سیاه رژه رفتند.
ابراهیم رئیسی رئیس قوه قضاییه جمهوری اسلامی، در پاسخ به نقدی دربارهٔ پوشاندن چادر به متهمان زن که می‌پنداشت «موجب زیر سؤال رفتن حجاب برتر می‌شود»، گفت: «بنده هم با شما هم‌نظر هستم و معتقدم متهمان زن لزوماً نباید چادر بپوشند». نسرین ستوده، حقوقدان و فعال حقوق بشر، چندین بار به پوشاندن اجباری چادر در ملاقات‌های هفتگی زندانیان، اعتراض داشته است. پیش از این اعتراض‌ها، لاله اسکندری، نمایندهٔ مجلس شورای اسلامی، گذاشتن چادر بر سر متهم‌های زن در دادگاه‌های ایران را «توهین به چادر» اعلام کرده بود. در سوی دیگر اما شیرین عبادی، حقوقدان و برندهٔ نوبل صلح، اینکه زنان زندانی از «چادر» استفاده کنند را توهین به زنانی دانست که به این پوشش، باور ندارند.
هاله انواری، هنرمند و نویسنده، در مقاله‌ای که در نشریهٔ نیویورک تایمز نیز انتشار یافت، نوشت: «به (یک) گالری‌دار چند عکس از طرح چادرهایی رنگین نشان داده بودم - می‌خواستم در این تفکر که چادر سیاه را نماد ایران می‌داند، تردید ایجاد کنم و نشان دهم که زنان ایرانی بیش از این تکه پارچه سیاه‌اند. گالری‌دار بی آن که به عکس‌ها توجهی نشان دهد، با خونسردی گفت: عکس‌هایی داری که زنان ایرانی را در فضای خصوصی نشان دهد؟» وی افزود: «از زمانی که حجاب، این نام عام برای هرگونه پوشش اسلامی، پس از انقلاب ۱۳۵۷ اجباری شد، زنان ایرانی ابزاری شده‌اند برای ارائهٔ بصری این کشور. در آغاز عمر جمهوری اسلامی، آن پوشش سراپا یک پارچه‌ای که چادر نام داشت، به نشان افتخار و به علامت تغییر بنیادی کشور تبدیل شد».

## در آثار فرهنگی و هنری

### در سینما و تلویزیون

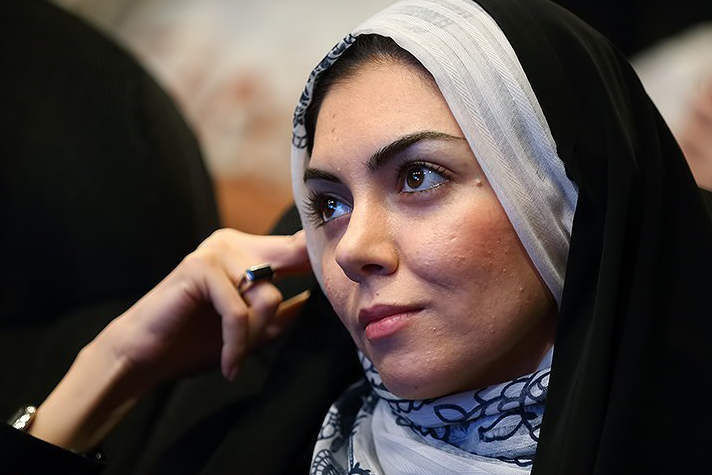
آزاده نامداری؛ «چهرهٔ زیبای چادر ملی»

بر پایهٔ گزارشی از روزنامهٔ جام جم در تیر ۱۴۰۰، سینمای ایران در نمایش چادری‌های سمپاتیک، چهره‌هایی را ساخته است اما «جای چادری‌های قدرتمند و کنشگر همیشه در سینمای ایران خالی بوده» است.
از آزاده نامداری، مجری سازمان صدا و سیمای جمهوری اسلامی ایران به عنوان «چهره زیبای چادر ملی» یاد شده است و به گزارش رادیو زمانه، «نامداری خیلی زود نقشی را که ساختار و دستگاه ایدئولوژی صدا و سیما تأیید می‌کرد برای خود برگزید و سعی کرد چهره جدید زن مسلمان و مؤمن موفق باشد - زنی با چادر اما نه هر چادری، چادر ملی… نامداری، زیبایی او و بدنش تا سال‌ها در خدمت دستگاه صدا و سیما بودند که به صورت کارکردگرایانه برنامه‌های تغییر یافته حکومت برای تربیت نیروی کار زن کم خطر برای مردسالاری را پیش ببرند». اما در سوی دیگر، این رسانه در ادامه نوشت که نامداری بعدتر سرکش شد و «جای برای ساخت مجدد او به عنوان سوژهٔ مطیع» نبوده است و او نیز با روش خود، با این سیستم مبارزه کرده بود.

### تشبیه به کلاغ
در سال ۲۰۱۴، علی دهباشی، روزنامه‌نگار، ادب‌پژوه ایرانی و مدیرمسئول مجلهٔ بخارا، به اتهام چاپ یک شعر که از دیدگاه دادستان، در آن زنان چادرپوش به کلاغ تشبیه شده بودند، مجرم شناخته شد. نام شعر «جملگی کلاغ» و سروده‌ای از منصور اوجی، از شاعران معاصر ایران بوده است. یکی از رسانه‌های خبری وابسته به بسیج، ادعای «توهین مجله بخارا به زنان چادری با تشبیه آنان به کلاغ» را کرده بود و بسیج دانشجویی نیز در بیانیه‌ای به منصور اوجی، حمله کرد.